# 쉬멍타오
쉬멍타오(중국어 간체자: 徐梦桃, 정체자: 徐夢桃, 병음: Xú Mèngtáo, 한자음: 서몽도, 1990년 7월 12일~)는 중화인민공화국의 프리스타일 스키 선수로 주 종목은 에어리얼이다. 올림픽에 4회 참가하였으며, 금메달 1개, 은메달 2개를 획득했다.